# First Contact (1983)
First Contact ist ein australischer Dokumentarfilm aus dem Jahr 1983. Regie führten Robin Anderson und Bob Connolly.
Der Schwarzweißfilm beschreibt den ersten Kontakt zwischen den Hochlandvölkern Papua-Neuguineas mit europäischen Forschern in den 1930er Jahren. Diese waren eigentlich auf der Suche nach Gold und fanden eine Million Papuas, die nie zuvor Kontakt zur Außenwelt und zu einer „zivilisierten Gesellschaft“ hatten.
First Contact war bei der Oscarverleihung 1984 als Bester Dokumentarfilm nominiert, musste sich aber Emile Ardolinos He Makes Me Feel Like Dancin’ geschlagen geben.